# Mistrzostwa Świata w Biegu na Orientację 2003
Mistrzostwa Świata w Biegu na Orientację 2003 – odbyły się w dniach 3–9 sierpnia 2003 roku w Rapperswil (Szwajcaria).

## Wyniki
| Długi dystnas                                                         | Długi dystnas | Długi dystnas    | Długi dystnas |
| --------------------------------------------------------------------- | ------------- | ---------------- | ------------- |
| Parametry trasy: 14,4 km, 26 punktów kontrolnych, 500 m przewyższenia |               |                  |               |
| Miejsce                                                               | Kraj          | Imię i nazwisko  | Czas          |
| 1                                                                     | Szwajcaria    | Thomas Bührer    | 1:48:20       |
| 2                                                                     | Ukraina       | Yuri Omeltchenko | 1:50:35       |
| 3                                                                     | Szwecja       | Emil Wingstedt   | 1:51:08       |

| Średni dystans                                                     | Średni dystans | Średni dystans      | Średni dystans |
| ------------------------------------------------------------------ | -------------- | ------------------- | -------------- |
| Parametry trasy: 5 km, 21 punktów kontrolnych, 290 m przewyższenia |                |                     |                |
| Miejsce                                                            | Kraj           | Imię i nazwisko     | Czas           |
| 1                                                                  | Francja        | Thierry Gueorgiou   | 30:08          |
| 2                                                                  | Norwegia       | Björnar Valstad     | 32:45          |
| 3                                                                  | Norwegia       | Öystein Kristiansen | 33:08          |

| Sprint                                                              | Sprint          | Sprint            | Sprint  |
| ------------------------------------------------------------------- | --------------- | ----------------- | ------- |
| Parametry trasy: 2,8 km, 18 punktów kontrolnych, 60 m przewyższenia |                 |                   |         |
| Miejsce                                                             | Kraj            | Imię i nazwisko   | Czas    |
| 1                                                                   | Wielka Brytania | Jamie Stevenson   | 12:43.7 |
| 2                                                                   | Czechy          | Rudolf Ropek      | 13:02.8 |
| 3                                                                   | Francja         | Thierry Gueorgiou | 13:04.2 |

| Sztafety                                                                                  | Sztafety        | Sztafety                                         | Sztafety |
| ----------------------------------------------------------------------------------------- | --------------- | ------------------------------------------------ | -------- |
| Parametry tras: 5,6–8,4–7,2 km, 11–19–18 punktów kontrolnych, 200–370–330 m przewyższenia |                 |                                                  |          |
| Miejsce                                                                                   | Kraj            | Imię i nazwisko                                  | Czas     |
| 1                                                                                         | Szwecja         | Niclas Jonassson Mattias Karlsson Emil Wingstedt | 1:58:42  |
| 2                                                                                         | Finlandia       | Jani Lakanen Jarkko Huovila Mats Haldin          | 1:59:27  |
| 3                                                                                         | Wielka Brytania | Daniel Marston Jon Duncan Jamie Stevenson        | 2:07:04  |

| Długi dystans                                                         | Długi dystans | Długi dystans              | Długi dystans |
| --------------------------------------------------------------------- | ------------- | -------------------------- | ------------- |
| Parametry trasy: 11,8 km, 19 punktów kontrolnych, 350 m przewyższenia |               |                            |               |
| Miejsce                                                               | Kraj          | Imię i nazwisko            | Czas          |
| 1                                                                     | Szwajcaria    | Simone Luder               | 1:26:14       |
| 2                                                                     | Szwecja       | Karolina Arewang Höjsgaard | 1:29:19       |
| 3                                                                     | Szwajcaria    | Brigitte Wolf              | 1:32:52       |

| Średni dystans                                                       | Średni dystans | Średni dystans  | Średni dystans |
| -------------------------------------------------------------------- | -------------- | --------------- | -------------- |
| Parametry trasy: 4,5 km, 18 punktów kontrolnych, 250 m przewyższenia |                |                 |                |
| Miejsce                                                              | Kraj           | Imię i nazwisko | Czas           |
| 1                                                                    | Szwajcaria     | Simone Luder    | 32:40          |
| 2                                                                    | Norwegia       | Hanne Staff     | 32:57          |
| 3                                                                    | Finlandia      | Heli Jukkola    | 33:32          |

| Sprint                                                              | Sprint     | Sprint              | Sprint  |
| ------------------------------------------------------------------- | ---------- | ------------------- | ------- |
| Parametry trasy: 2,6 km, 17 punktów kontrolnych, 60 m przewyższenia |            |                     |         |
| Miejsce                                                             | Kraj       | Imię i nazwisko     | Czas    |
| 1                                                                   | Szwajcaria | Simone Luder        | 13:21.3 |
| 2                                                                   | Szwajcaria | Marie Luce Romanens | 13:30.8 |
| 3                                                                   | Szwecja    | Jenny Johansson     | 13:40.1 |

| Sztafety                                                                                  | Sztafety   | Sztafety                                                 | Sztafety |
| ----------------------------------------------------------------------------------------- | ---------- | -------------------------------------------------------- | -------- |
| Parametry tras: 5,2–7,0–6,4 km, 13–20–16 punktów kontrolnych, 180–320–260 m przewyższenia |            |                                                          |          |
| Miejsce                                                                                   | Kraj       | Imię i nazwisko                                          | Czas     |
| 1                                                                                         | Szwajcaria | Brigitte Wolf Vroni König-Salmi Simone Luder             | 1:57:41  |
| 2                                                                                         | Szwecja    | Gunilla Svärd Karolina Arewang Höjsgaard Jenny Johansson | 1:59:46  |
| 3                                                                                         | Norwegia   | Elisabeth Ingvaldsen Birgitte Husebye Hanne Staff        | 2:05:18  |